# BKM Junior UKF Nitra
BKM Junior UKF Nitra (celým názvem: Basketbalový klub mládeže Junior Univerzita Konštantína Filozofa Nitra) je slovenský univerzitní basketbalový klub, který sídlí v Nitře ve stejnojmenném kraji. Klub sdružuje pouze ženské a dívčí družstva. Oddíl patří pod patronát Univerzity Konštantína Filozofa v Nitre. Založen byl v roce 2008 jako juniorka klubu BK Inpek UKF Nitra. Po jeho zániku v roce 2011 se stalo BKM nezávislým klubem. Klubové barvy jsou bílá a modrá.
Své domácí zápasy odehrává v městské hale Nitra s kapacitou 1 950 diváků.

## Umístění v jednotlivých sezonách
Zdroj:
Legenda: ZČ - základní část, červené podbarvení - sestup, zelené podbarvení - postup, fialové podbarvení - reorganizace, změna skupiny či soutěže
| Slovensko (2013 – ) |                      |           |                     |          |                           |
| Sezóna              | Název v ročníku      | Úroveň    | Soutěž              | ZČ       | Play-off                  |
| 2013/14             | BKM Junior UKF Nitra | 3. úroveň | 2. liga – sk. ?     | 1. místo | Postup                    |
| 2014/15             | BKM Junior UKF Nitra | 2. úroveň | 1. liga – sk. Západ | 2. místo | Reorganizace              |
| 2015/16             | BKM Junior UKF Nitra | 2. úroveň | 1. liga             | 1. místo | Postup                    |
| 2016/17             | BKM Junior UKF Nitra | 1. úroveň | Extraliga           | 7. místo | Zápas o 7. místo (prohra) |
| 2017/18             | BKM Junior UKF Nitra | 1. úroveň | Extraliga           | 6. místo | Zápas o 5. místo (prohra) |
| 2018/19             | BKM Junior UKF Nitra | 1. úroveň | Extraliga           |          |                           |